# Лось, Андрей Филиппович
Андрей Филиппович Лось (28 ноября 1913, Минская губерния, Угляны — 22 октября 2000, Рига) — офицер Советской Армии, участник Великой Отечественной войны, литературный сотрудник и военный корреспондент. В соавторстве написал ряд книг посвящённых подвигу советских солдат в героической обороне Лиепаи, гвардии подполковник (1952).

## Биография
Родился в семье белорусского крестьянина-бедняка, до 1927 года проживал в Углянах.
В 1929 году поступил в Минский педагогический техникум. В 1931 году был зачислен на вечерний факультет Белорусского пединститута. Одновременно с учёбой в университете сотрудничал с рядом республиканских газет, в качестве литературного сотрудника и редактора выпуска радионовостей.
С 1934 по 1938 год — литературный сотрудник армейской газеты «Звезда».

## Великая Отечественная война
С первых дней Отечественной войны находился на фронте. В августе-сентябре 1941 года принимал участие в боях под Ярцево в Смоленской области, где получил лёгкое ранение. После излечения в госпитале был направлен на краткосрочные офицерские курсы при Владимирском пехотном училище.
С марта 1942 года  на Волховском фронте в должности командира роты и адъютанта командира полка. С мая месяца того же года — литературный сотрудник редакции газеты 6-го гвардейского стрелкового корпуса «Гвардейский удар».
18 декабря 1942 года с составом редакции был переведён в 5-й гвардейский механизированный корпус, где работал до марта 1946 года, в качестве литературного сотрудника газеты корпуса. В марте 1944 года вступил в ВКП(б).

## Мирное время
В марте 1946 года переведён на работу в газету 6-й гвардейской танковой армии — «Защитник Родины».
С июля 1946 года был переведён в Забайкальско-Амурский военный округ, затем направлен на службу в Прибалтийский военный округ — в качестве корреспондента-организатора отдела боевой подготовки редакции газеты «За Родину».
Умер 22 октября 2000 года, похоронен на 1-м Лесном кладбище в Риге.

## Сочинения
- А. Ф. Лось, Р. А. Белевитнев. «Защитники Лиепаи». Рига, Латгосиздат, 1963.
- Р. А. Белевитнев, А. Ф. Лось. «Крепость без фортов». Москва, Воениздат, 1966 год.
- Р. А. Белевитнев, А. Ф. Лось. «Цветы на граните». Рига, 1971 год.